# Communauté de communes du Mellois
La communauté de communes du Mellois est une ancienne communauté de communes française, située dans le département des Deux-Sèvres, en région Nouvelle-Aquitaine.

## Histoire
La communauté de communes du Mellois est un établissement public de coopération intercommunale, créé en date du 1er janvier 2014, en remplacement de la communauté de communes du canton de Melle et de la communauté de communes du Lezayen, dissoutes le 31 décembre 2013. Outre les 22 communes qui étaient rattachées à ces deux anciennes intercommunalités, la communauté de communes du Mellois intègre également trois autres communes issues de la communauté de communes de la Haute-Sèvre : Exoudun, La Couarde et La Mothe-Saint-Héray.
Elle fusionne avec trois autres EPCI pour former la communauté de communes du Cellois, Cœur du Poitou, Mellois et Val de Boutonne au 1er janvier 2017.

## Composition
Elle regroupait les 25 communes suivantes :
| Nom                          | Code Insee | Gentilé         | Superficie (km2) | Population (dernière pop. légale) | Densité (hab./km2) |
| ---------------------------- | ---------- | --------------- | ---------------- | --------------------------------- | ------------------ |
| Melle (siège)                | 79174      | Mellois         | 9,76             | 3 640 (2014)                      | 373                |
| Chail                        | 79064      | Chaillois       | 12,60            | 519 (2014)                        | 41                 |
| Chenay                       | 79084      |                 | 21,70            | 506 (2014)                        | 23                 |
| Chey                         | 79087      | Casaniens       | 21,59            | 589 (2014)                        | 27                 |
| La Couarde                   | 79098      | Couardais       | 16,36            | 263 (2014)                        | 16                 |
| Exoudun                      | 79115      | Exoudunois      | 25,95            | 629 (2014)                        | 24                 |
| Lezay                        | 79148      | Lezéens         | 45,63            | 2 087 (2014)                      | 46                 |
| Maisonnay                    | 79164      | Maisonnaysiens  | 5,17             | 250 (2014)                        | 48                 |
| Mazières-sur-Béronne         | 79173      |                 | 9,50             | 392 (2014)                        | 41                 |
| Messé                        | 79177      |                 | 12,31            | 194 (2014)                        | 16                 |
| La Mothe-Saint-Héray         | 79184      | Mothais         | 14,92            | 1 725 (2014)                      | 116                |
| Paizay-le-Tort               | 79199      | Paizéens        | 11,28            | 475 (2014)                        | 42                 |
| Pouffonds                    | 79214      |                 | 7,15             | 407 (2014)                        | 57                 |
| Rom                          | 79230      | Romains         | 52,38            | 898 (2014)                        | 17                 |
| Saint-Coutant                | 79243      |                 | 11,94            | 286 (2014)                        | 24                 |
| Saint-Génard                 | 79251      | Saint-Génardais | 11,07            | 349 (2014)                        | 32                 |
| Saint-Léger-de-la-Martinière | 79264      | Saint-Légeois   | 25,64            | 1 011 (2014)                      | 39                 |
| Saint-Martin-lès-Melle       | 79279      |                 | 9,16             | 878 (2014)                        | 96                 |
| Saint-Romans-lès-Melle       | 79295      |                 | 8,91             | 723 (2014)                        | 81                 |
| Saint-Vincent-la-Châtre      | 79301      |                 | 21,18            | 691 (2014)                        | 33                 |
| Sainte-Soline                | 79297      | Solinois        | 25,65            | 352 (2014)                        | 14                 |
| Sepvret                      | 79313      | Separantains    | 17,01            | 606 (2014)                        | 36                 |
| Sompt                        | 79314      | Somptois        | 12,09            | 340 (2014)                        | 28                 |
| Vançais                      | 79336      | Vancéens        | 16,99            | 244 (2014)                        | 14                 |
| Vanzay                       | 79338      | Vanzéens        | 11,40            | 196 (2014)                        | 17                 |

## Administration
| Période                                  | Période       | Identité          | Étiquette | Qualité                                       |
| ---------------------------------------- | ------------- | ----------------- | --------- | --------------------------------------------- |
| Les données manquantes sont à compléter. |               |                   |           |                                               |
| janvier 2014                             | avril 2014    | Claudette Grelier |           | Maire de Sompt (2001-2014)                    |
| avril 2014                               | décembre 2016 | Bertrand Devineau |           | Maire de Saint-Martin-lès-Melle (depuis 2008) |